# Neolitsea pubescens
Neolitsea pubescens là loài thực vật có hoa trong họ Nguyệt quế. Loài này được (Teschner) Merr. miêu tả khoa học đầu tiên năm 1948.